# Liste der Baudenkmäler in Schalksmühle
Die Liste der Baudenkmäler in Schalksmühle enthält die denkmalgeschützten Bauwerke auf dem Gebiet der Gemeinde Schalksmühle im Märkischen Kreis in Nordrhein-Westfalen (Stand: Mai 2021). Diese Baudenkmäler sind in der Denkmalliste der Gemeinde Schalksmühle eingetragen; Grundlage für die Aufnahme ist das Denkmalschutzgesetz Nordrhein-Westfalen (DSchG NRW).

## Denkmäler
| Bild                               | Bezeichnung                            | Lage                                | Beschreibung | Bauzeit | Eingetragen seit | Denkmal- nummer |
| ---------------------------------- | -------------------------------------- | ----------------------------------- | --- | ------- | ---------------- | --------------- |
| weitere Bilder                     | Evangelische Pfarrkirche Erlöserkirche | Worthstraße 2 Karte                 | | 1892    | 15.12.1983       | 1               |
| Wohn- und Geschäftshaus            | Wohn- und Geschäftshaus                | Bahnhofstraße/Hälverstraße 19 Karte | |         | 15.12.1983       | 2               |
| Villa                              | Villa                                  | Bergstraße 25 Karte                 | | 1905    | 15.12.1983       | 3               |
| Evangelische Pfarrkirche Heedfeld  | Evangelische Pfarrkirche Heedfeld      | Heedfelder Straße Karte             | |         | 15.12.1983       | 4               |
| Wohn- und Geschäftshaus            | Wohn- und Geschäftshaus                | Heedfelder Straße 2 Karte           | |         | 15.12.1983       | 5               |
| Evangelische Pfarrkirche Hülscheid | Evangelische Pfarrkirche Hülscheid     | Hülscheid 9 Karte                   | |         | 15.12.1983       | 6               |
| weitere Bilder                     | Grundschulgebäude Spormecke            | Spormecke 4 Karte                   | | 1911    | 15.12.1983       | 7               |
| Wasserturbinenanlage Volmestraße   | Wasserturbinenanlage Volmestraße       | Pulvermühle Karte                   | 1920 Errichtung des Gebäudes. Die technische Einrichtung wurde 1922 fertiggestellt.                              | 1920    | 30.12.1987       | 8               |
| weitere Bilder                     | Haferkasten Reeswinkel                 | Ober-Reeswinkel 22 Karte            | Zweigeschossiger Kornkasten mit mittig angeordneter Tür und Hausspruch: „GOT GEBE SEINEN SEGEN DAREIN ANNO 1691“ | 1691    | 01.01.1987       | 9               |
| Bauernhaus Wippekühl               | Bauernhaus Wippekühl                   | Wippekühl 4 Karte                   | | um 1600 | 01.01.1987       | 10              |